# Sport Club Aliança
O Sport Club Aliança, ou conhecido apenas como  Aliança, foi um clube de futebol brasileiro da cidade de Campos dos Goytacazes, no estado do Rio de Janeiro. Fundado em 24 de abril de 1932, suas cores eram o verde e o branco. O clube representava a Usina do Queimado, na região norte fluminense, e teve destaque no futebol campista nas décadas de 1930 e 1940.

## História
O clube foi fundado em 24 de abril de 1932 por funcionários da Usina do Queimado, localizada no bairro homônimo de Campos dos Goytacazes. A reunião de fundação ocorreu no pátio da usina e foi secretariada pelo jornalista e maestro Prisco de Almeida. O clube recebeu o nome de "Aliança" em referência à união dos trabalhadores e à colaboração entre eles. As cores verde e branco foram inspiradas na paisagem dos canaviais e no açúcar produzido na usina. O clube teve destaque no futebol campista, conquistando o tricampeonato nos anos de 1937, 1938 e 1939, sendo uma das principais forças da cidade durante esse período. Após o tricampeonato, o Aliança entrou em declínio e desapareceu na década de 1940, não chegando à era do futebol profissional em Campos dos Goytacazes. A falta de recursos financeiros e o fim do apoio da Usina do Queimado contribuíram para o encerramento das atividades do clube.

### Participação nacional
Em 1937, o Aliança participou do chamado Torneio dos Campeões — competição organizada pela então Federação Brasileira de Football (FBF) — reunindo os campeões estaduais da temporada anterior. O clube foi indicado como representante de Campos dos Goytacazes, após conquistar o título local. Na fase preliminar do torneio, o Aliança enfrentou a equipe da Liga da Marinha, sendo derrotado por 2 a 0 e eliminado da competição. A edição de 1937 foi posteriormente reconhecida oficialmente pela CBF como a primeira edição do Campeonato Brasileiro.

## Estatísticas
| Competição | Competição            | Temporadas | Melhor campanha        | Estreia | Última | P | R |
| Brasil     | Campeonato Brasileiro | 1          | Fase Preliminar (1937) | 1937    | 1937   | – | – |

## Títulos
| Municipais | Municipais          | Municipais | Municipais        |
|            | Competição          | Títulos    | Temporadas        |
| ---------- | ------------------- | ---------- | ----------------- |
|            | Campeonato Campista | 3          | 1937, 1938 e 1939 |